# İşte Benim Stilim
İşte Benim Stilim (Bu Tarz Benim) („My Style Rocks“) ist eine Castingshow des türkischen Fernsehsenders TV8 (Acun Medya und Doğuş Holding).

## Geschichte
Anfangs wurde die Show, ab dem 15. September 2014, unter dem Titel Bu Tarz Benim, auf Show TV ausgestrahlt. Nach Ende der ersten Staffel wechselte das Format zu TV8. Show TV entschloss sich jedoch ebenfalls, an der Show, mit neuer Jury, festzuhalten. Ein Gerichtsurteil regelte, dass das ursprüngliche Format, welches nun auf TV8 ausgestrahlt wurde, den Titel ändern musste, während jenes, auf Show TV, inhaltliche Änderungen vollziehen musste. Aus Bu Tarz Benim wurde İşte Benim Stilim. Der Titelsong wurde beibehalten, allerdings nur die Melodie, ohne Text, da dieser den ursprünglichen Showtitel enthielt. Das neue Format, auf Show TV lief unter Bu Tarz Benim und es wurden nun auch männliche Teilnehmer zugelassen. Bereits nach kurzer Zeit konnte das alte Format, das nun unter dem Titel İşte Benim Stilim ausgestrahlt wurde, den Wettbewerb für sich entscheiden. Das neue Konkurrenzformat, auf Show TV, wurde nach nur 38 Folgen, wegen sinkender Einschaltquoten wieder eingestellt.

## Handlung
Jede Woche treten die Teilnehmerinnen gegeneinander an. Die Teilnehmerinnen tragen von Montag bis Freitag jeweils unterschiedliche Outfits und hoffen, dass sie den täglichen „Stern“ gewinnen. Die Show konzentriert sich stark auf den dabei vorprogrammierten „Zickenkrieg“. Wer von den Teilnehmerinnen am Ende der Woche die größte Anzahl an Sternen erreichen konnte, ist bei der großen Finalshow am Samstag sicher und kann von den anderen nicht zum Ausscheiden nominiert werden. Wer die wenigsten Punkte in der Finalshow bekommen hat, muss darauf hoffen, dass sich die Jury zu ihren Gunsten entscheidet. Die Punktevergabe richtet sich nach einer Skala von 0 bis 10 Punkten, wobei sich 10 Punkte als die Höchstwertung versteht; es ist jedoch sehr selten, dass eine Vergabe von 0 bis 3 Punkten stattfindet. Überwiegend waren es 4 bis 5 Punkte, die eine schlechte Bekleidung bewerten, 6 bis 7 eine eher durchschnittlichere, wobei die 6 öfters als unzufrieden entgegengenommen wird, und 8 bis 10, welche als begeisternde Bekleidung auszeichnen. Wie aus der Sendung hervorgeht, ist es seltener 0 Punkte zu bekommen, als 10 Punkte zu bekommen, selbst wenn man ein Thema verfehlt hat.

### Ablauf
Der Ablauf ist wöchentlich in einem gleichen Takt ausgeprägt:
- Montags bis donnerstags dürfen sich die Teilnehmerinnen mit einem beliebigen Thema bekleiden.
- Freitags (Ausstrahlung mittags) lautet das Thema cuma şık (türkisch sinngemäß für freitägliche Abendbekleidung übersetzt).
- Freitags (Ausstrahlung abends) wird die eleme gecesi (Nacht der Eliminierung) ausgestrahlt. Hierbei werden wöchentlich unterschiedliche Themen festgesetzt, nach denen sich alle Teilnehmerinnen richten müssen.
- Das Finale ist die letzte Folge jeder Staffel und wird ohne Punktevergabe der Jury zum Ergebnis der Votings, die für die Gewinnerin beigetragen haben, begleitet. Die Votings starten regulär in der letzten Woche der Sendung, da die Sendungen nie live sind, folgt zum Finale bei der Punktevergabe ein Einschnitt zur Live-Sendung.

## Team

### Moderation
- Öykü Serter (* 26. Februar 1975) (Staffeln 1 bis 7), ist Moderatorin, Schauspielerin und DJ.

### Jury (aktuelle Besetzung)
- Ivana Sert, auch İkoncan genannt (Staffeln 1 bis 7), wurde am 25. Oktober 1979 in Serbien als Ivana Smiljković geboren. Sie war mit dem Unternehmer Yurdal Sert verheiratet, mit dem sie auch einen gemeinsamen Sohn, Kayon Ateş Sert, hat. Nach fast zehn Jahren Ehe trennte sich die Serbin von ihrem Gatten und machte sich eigenständig. Heute arbeitet Ivana als Moderatorin, Unternehmerin, Model, Designerin, Schauspielerin und Schriftstellerin, in der Türkei. Sie entwarf beispielsweise Kostüme, für die Serie Sex and the City.
- Uğurkan Erez (Staffeln 1 bis 7), ist Choreograf, ebenfalls von Anfang an Teil der Jury und beschäftigt sich tagtäglich mit den Mädchen. So arbeitet er beispielsweise mit ihnen an der richtigen Haltung, oder gibt auch beim Styling Ratschläge.
- Kemal Doğulu (Staffel 1 bis 4 und Staffel 7), wurde am 14. Oktober 1979 in Mersin geboren und ist ein bekannter Friseur, Unternehmer, DJ und Sänger. Als Friseur ist er, unter anderem, für das Styling von Hande Yener verantwortlich. Kemal arbeitete mit Ivana Sert auch bei der Sendung Alışveriş Melekleri zusammen.
- Kerimcan Durmaz (Staffel 7), (* 2. November 1994) ist ein offen homosexuell lebender DJ, Social Media Influencer und Make-Up-Artist.

### Jury (ehemalige Besetzung)
- Die Diva Nur „Nurella“ Yerlitaş (Staffeln 1 bis 4, sowie 6 und 7), wurde am 11. Dezember 1960 in Istanbul geboren und ist arabisch-lasischer Abstammung. Sie arbeitet als Designerin. Während der fünften Staffel nahm sie sich eine Auszeit. Die siebte Staffel, musste sie, aus gesundheitlichen Gründen, einige Wochen vor dem Finale, verlassen.
- Hakan Akkaya (Staffeln 4 und 5), (* 23. Juli 1982) ist ein Designer, der bereits in der Sendung Bugün Ne Giysem?, an der Seite von Ivana Sert und Uğurkan Erez, als Juror mitwirkte.
- Neslihan Yargıcı (Staffel 5), hat ihren Geburtstag am 12. Dezember 1952 und war in den 1980er Jahren eine erfolgreiche Schauspielerin in der Türkei.

## Staffeln

### Staffel 1
Die erste Sendung wurde vom Sender TV Show am 15. September 2014 ausgestrahlt, das Finale folgte in Episode 84 am 20. Dezember 2014.
| Teilnehmerin            | Alter | Herkunft                | Teilnahme ab       | Ergebnis                    |
| ----------------------- | ----- | ----------------------- | ------------------ | --------------------------- |
| Aycan & Nurcan Şencan   | 27    | Schweden                | Beginn der Staffel | Gewinnerin                  |
| Ezgi Baylar             | 31    | Türkei                  | Beginn der Staffel | Zweiter Platz               |
| Ayşenur Balcı           | 19    | Türkei                  | Beginn der Staffel | Dritter Platz               |
| Özlem Özden             | 33    | Türkei                  | Beginn der Staffel | ausgeschieden in Episode 78 |
| Gizem Güler             | 24    | Türkei                  | Beginn der Staffel | ausgeschieden in Episode 72 |
| Ayşegül Melisa Doğan    | 22    | Türkei                  | Beginn der Staffel | ausgeschieden in Episode 66 |
| Tuğçe Ergişi            | 25    | Türkei                  | Beginn der Staffel | ausgeschieden in Episode 60 |
| Nur Bozar               | 24    | Türkei                  | Beginn der Staffel | ausgeschieden in Episode 54 |
| Meltem Keklik           | 19    | Türkei                  | Episode 37         | ausgeschieden in Episode 48 |
| Roza Şake Hovhaninisyan | 29    | Armenien                | Episode 37         | ausgeschieden in Episode 42 |
| Melek Balkan            | 24    | Bosnien und Herzegowina | Beginn der Staffel | ausgeschieden in Episode 36 |
| Sara Ayşem Koçoğlu      | 20    | Türkei                  | Beginn der Staffel | ausgeschieden in Episode 24 |
| Buse Doğanay            | 20    | Türkei                  | Beginn der Staffel | ausgeschieden in Episode 18 |
| Gizem Kayaalp           | 20    | Türkei                  | Beginn der Staffel | ausgeschieden in Episode 12 |
| Esra Özüver             | 37    | Türkei                  | Beginn der Staffel | ausgeschieden in Episode 6  |

### Staffel 2
Die erste Sendung wurde vom Sender TV8 am 12. Januar 2015 ausgestrahlt, das Finale folgte in Episode 72 am 3. April 2015.
| Teilnehmerin            | Alter | Herkunft    | Teilnahme ab                                | Ergebnis                                                                 |
| ----------------------- | ----- | ----------- | ------------------------------------------- | ------------------------------------------------------------------------ |
| Emel Özkızıltaş         | 28    | Türkei      | Beginn der Staffel                          | Gewinnerin                                                               |
| Zeynep Öztürk           | 31    | Türkei      | Beginn der Staffel                          | Zweiter Platz                                                            |
| Nazlı Hamarat           | 27    | Türkei      | Beginn der Staffel                          | Dritter Platz                                                            |
| Çiğdem Çelik            | 36    | Türkei      | Episode 43                                  | Vierter Platz                                                            |
| İlbige Uzun             | 18    | Niederlande | (Beginn der Staffel) Rückkehr in Episode 43 | (ausgeschieden in der 2. Vorentscheidung) erneut ausgeschieden im Finale |
| Gülay Hançer            | 32    | Österreich  | (Beginn der Staffel) Rückkehr in Episode 49 | (ausgeschieden in Episode 36) erneut ausgeschieden in Episode 66         |
| Gülnihal "Nihal" Candan | 19    | Türkei      | Beginn der Staffel                          | ausgeschieden in Episode 66                                              |
| Özden Cerrahoğlu        | 23    | Türkei      | Beginn der Staffel                          | ausgeschieden in Episode 60                                              |
| Maria Surina            | 26    | Türkei      | Beginn der Staffel                          | ausgeschieden in Episode 54                                              |
| Nazlı Sultan Kayaaslan  | 25    | Ägypten     | Beginn der Staffel                          | ausgeschieden in Episode 48                                              |
| Melisa Şahin            | 25    | Türkei      | Beginn der Staffel                          | ausgeschieden in Episode 42                                              |
| Almila Kuruoğlu         | 19    | Türkei      | Beginn der Staffel                          | ausgeschieden in Episode 30                                              |
| Gökçe Markal            | 19    | Türkei      | Beginn der Staffel                          | ausgeschieden in Episode 24                                              |
| Gülşah Yanaş            | 21    | Türkei      | Beginn der Staffel                          | ausgeschieden in Episode 18                                              |
| Melisa Çeliker          | 20    | Türkei      | Beginn der Staffel                          | ausgeschieden in Episode 12                                              |
| Derya Yarar             | 23    | Türkei      | Beginn der Staffel                          | ausgeschieden in Episode 6                                               |
| Arife Deniz             | 23    | Türkei      | Beginn der Staffel                          | ausgeschieden in der 3. Vorentscheidung                                  |
| Aygül Bayşu             | 27    | Türkei      | Beginn der Staffel                          | ausgeschieden in der 1. Vorentscheidung                                  |

Arife Deniz, Ilbige Uzun und Aygül Bayşu wurden in Vorentscheidungen bereits vor dem Beginn der ersten Episode dieser Staffel ausgeschlossen.

### Staffel 3
Die erste Sendung wurde vom Sender TV8 am 6. April 2015 ausgestrahlt, das Finale folgte in Episode 60 am 12. Juni 2015.
| Teilnehmerin         | Alter | Herkunft      | Teilnahme ab       | Ergebnis                    |
| -------------------- | ----- | ------------- | ------------------ | --------------------------- |
| Ezgi Ünal            | 26    | Türkei        | Beginn der Staffel | Gewinnerin                  |
| Şilan Makal          | 21    | Türkei        | Beginn der Staffel | Zweiter Platz               |
| Çağla Çetinöz        | 22    | Türkei        | Episode 31         | Dritter Platz               |
| Serpil Gülşah Yılmaz | 32    | Türkei        | Beginn der Staffel | Vierter Platz               |
| Zeynep Karaca        | 25    | Türkei        | Episode 31         | Fünfter Platz               |
| Sinem Umaş           | 31    | Türkei        | Beginn der Staffel | ausgeschieden in Episode 54 |
| Mihriban Akgül       | 22    | Usbekistan    | Beginn der Staffel | ausgeschieden in Episode 48 |
| Sima Şerafetinova    | 17    | Aserbaidschan | Beginn der Staffel | ausgeschieden in Episode 47 |
| Didem Akın           | 19    | Türkei        | Beginn der Staffel | ausgeschieden in Episode 42 |
| Cerem Güngüz         | 25    | Türkei        | Beginn der Staffel | ausgeschieden in Episode 36 |
| Tümay Tali           | 33    | Deutschland   | Beginn der Staffel | ausgeschieden in Episode 30 |
| Elçin Kayadibi       | 30    | Türkei        | Beginn der Staffel | ausgeschieden in Episode 24 |
| Büşra Siral          | 29    | Türkei        | Beginn der Staffel | ausgeschieden in Episode 18 |
| Neda Poursaeid       | 27    | Iran          | Beginn der Staffel | ausgeschieden in Episode 12 |
| Duygu Barazi         | 33    | Türkei        | Beginn der Staffel | ausgeschieden in Episode 6  |

### Staffel 4: All Stars
Die erste Sendung wurde vom Sender TV8 am 30. August 2015 ausgestrahlt. Das Finale folgte in Episode 102 am 25. Dezember 2015.
| Teilnehmerin           | Alter | Herkunft                | Teilnahme ab       | Ergebnis                                              |
| ---------------------- | ----- | ----------------------- | ------------------ | ----------------------------------------------------- |
| Ayşenur Balcı          | 20    | Türkei                  | Beginn der Staffel | Gewinnerin                                            |
| Nihal Candan           | 19    | Türkei                  | Beginn der Staffel | Zweiter Platz                                         |
| Çiğdem Çelik           | 36    | Türkei                  | Beginn der Staffel | Dritter Platz                                         |
| Özden Cerrahoğlu       | 23    | Türkei                  | Beginn der Staffel | Vierter Platz                                         |
| Ayşegül Doğan          | 23    | Türkei                  | Beginn der Staffel | Fünfter Platz                                         |
| Gülşah Yılmaz          | 32    | Türkei                  | Beginn der Staffel | Sechster Platz                                        |
| Ezgi Ünal              | 26    | Türkei                  | Beginn der Staffel | ausgeschieden in Episode 96                           |
| Sima Serafettinova     | 17    | Aserbaidschan           | Episode 73         | ausgeschieden in Episode 96                           |
| Gülay Hancer           | 32    | Österreich              | Episode 67         | ausgeschieden in Episode 90                           |
| Aycan & Nurcan Şencan  | 28    | Schweden                | Beginn der Staffel | ausgeschieden in Episode 84                           |
| Emel Özkızıltaş        | 28    | Türkei                  | Beginn der Staffel | ausgeschieden in Episode 84                           |
| Neda Poursaeid         | 27    | Iran                    | Episode 73         | ausgeschieden in Episode 78                           |
| Sinem Umas             | 31    | Türkei                  | Episode 55         | ausgeschieden in Episode 72                           |
| Ilbige Uzun            | 18    | Niederlande             | Episode 55         | ausgeschieden in Episode 66                           |
| Ezgi Baylar            | 32    | Türkei                  | Beginn der Staffel | ausgeschieden in Episode 60                           |
| Zeynep Öztürk          | 31    | Türkei                  | Episode 43         | ausgeschieden in Episode 54                           |
| Sara Koçoğlu           | 20    | Türkei                  | Episode 31         | ausgeschieden in Episode 48                           |
| Nazlı Hamarat          | 27    | Türkei                  | Episode 7          | ausgeschieden in Episode 42                           |
| Melek Balkan           | 24    | Bosnien und Herzegowina | Episode 31         | ausgeschieden in Episode 36                           |
| Nazlı Sultan Kayaaslan | 25    | Ägypten                 | Beginn der Staffel | ausgeschieden in Episode 31 (auf eigene Entscheidung) |
| Didem Akın             | 19    | Türkei                  | Episode 19         | ausgeschieden in Episode 30                           |
| Tuğçe Ergişi           | 26    | Türkei                  | Beginn der Staffel | ausgeschieden in Episode 18                           |
| Gizem Güler            | 25    | Türkei                  | Beginn der Staffel | ausgeschieden in Episode 12                           |
| Maria Surina           | 26    | Turkmenistan            | Beginn der Staffel | ausgeschieden in Episode 6                            |

### Staffel 5: Prominente
Die erste Sendung wurde vom Sender TV8 am 1. Januar 2016 ausgestrahlt. Das Finale folgte in Episode 30.
| Teilnehmerin   | Alter | Herkunft                | Teilnahme ab       | Ergebnis                    |
| -------------- | ----- | ----------------------- | ------------------ | --------------------------- |
| Gizem Özdilli  | 43    | Aserbaidschan           | Beginn der Staffel | Gewinnerin                  |
| Pelin Suade    | 36    | Ukraine                 | Beginn der Staffel | Zweiter Platz               |
| Simge Tertemiz | 27    | Türkei                  | Beginn der Staffel | Dritter Platz               |
| Tuğçe Özbudak  | 33    | Türkei                  | Beginn der Staffel | Vierter Platz               |
| Berna Öztürk   | 31    | Bosnien und Herzegowina | Beginn der Staffel | Fünfter Platz               |
| Nil Karataş    | 32    | Türkei                  | Beginn der Staffel | ausgeschieden in Episode 29 |
| İnci Pars      | 35    | Zypern                  | Beginn der Staffel | ausgeschieden in Episode 28 |
| Sevil Uyar     | 33    | Türkei                  | Beginn der Staffel | ausgeschieden in Episode 27 |
| Aslızen Yentur | 38    | Türkei                  | Beginn der Staffel | ausgeschieden in Episode 26 |
| Esra Balamir   | 40    | Türkei                  | Beginn der Staffel | ausgeschieden in Episode 25 |
| Hatice Çarpar  | 37    | Türkei                  | Beginn der Staffel | ausgeschieden in Episode 24 |
| Elif Ece Uzun  | 31    | Türkei                  | Beginn der Staffel | ausgeschieden in Episode 24 |
| Yasemin Öztürk | 41    | Türkei                  | Beginn der Staffel | ausgeschieden in Episode 18 |
| Yeşim Erçetin  | 36    | Türkei                  | Beginn der Staffel | ausgeschieden in Episode 18 |
| Neslihan Önder | 28    | Türkei                  | Beginn der Staffel | ausgeschieden in Episode 12 |
| Esra Sönmez    | 33    | Türkei                  | Beginn der Staffel | ausgeschieden in Episode 6  |

### Staffel 6
Die erste Folge wurde vom Sender TV8 am 8. Februar 2016 ausgestrahlt. Das Finale folgte in Episode 54 am 8. April 2016.
| Teilnehmerin          | Alter | Herkunft      | Teilnahme ab       | Ergebnis                    |
| --------------------- | ----- | ------------- | ------------------ | --------------------------- |
| Yeşim Aydın           | 21    | Türkei        | Beginn der Staffel | Gewinnerin                  |
| Bahar Candan          | 18    | Türkei        | Beginn der Staffel | Zweiter Platz               |
| Meral Avcı            | 29    | Türkei        | Beginn der Staffel | Dritter Platz               |
| Selay Topçuoğlu       | 32    | Türkei        | Beginn der Staffel | Vierter Platz               |
| Ayshan Ojaghverdiyeva | 25    | Aserbaidschan | Episode 25         | Fünfter Platz               |
| Yağmur Taktaş †       | 20    | Türkei        | Beginn der Staffel | Sechster Platz              |
| Tuğba İldiz           | 28    | Türkei        | Beginn der Staffel | Siebter Platz               |
| Zeynep Vuran          | 23    | Bulgarien     | Beginn der Staffel | ausgeschieden in Episode 48 |
| Berrak Deniz          | 28    | Türkei        | Episode 25         | ausgeschieden in Episode 48 |
| Lara Özsoy            | 19    | Türkei        | Episode 25         | ausgeschieden in Episode 42 |
| Dilara Yaşar          | 23    | Türkei        | Beginn der Staffel | ausgeschieden in Episode 36 |
| Damla Okuklu          | 24    | Türkei        | Episode 25         | ausgeschieden in Episode 30 |
| Esin Çepni            | 23    | Türkei        | Beginn der Staffel | ausgeschieden in Episode 24 |
| Melike Çamlıoğlu      | 19    | Türkei        | Beginn der Staffel | ausgeschieden in Episode 18 |
| Özge Sarı             | 25    | Russland      | Beginn der Staffel | ausgeschieden in Episode 12 |
| Dicle Turgal          | 35    | Türkei        | Beginn der Staffel | ausgeschieden in Episode 6  |

### Staffel 7
Die erste Folge wurde vom Sender TV8 am 21. November 2016 ausgestrahlt.
| Teilnehmerin        | Alter | Herkunft                | Teilnahme ab                                | Ergebnis                                                   |
| ------------------- | ----- | ----------------------- | ------------------------------------------- | ---------------------------------------------------------- |
| Simay Tokatlı       | 23    | Türkei                  | Beginn der Staffel                          | Gewinnerin                                                 |
| Merve Sevin         | 20    | Türkei                  | Episode 37                                  | Zweiter Platz                                              |
| Neslihan Doğrusöz   | 30    | Türkei                  | Episode 91                                  | Dritter Platz                                              |
| Aleyna Eroğlu       | 20    | Türkei                  | Beginn der Staffel                          | Vierter Platz                                              |
| Dilara Taşkın       | 20    | Türkei                  | Beginn der Staffel                          | Fünfter Platz                                              |
| Duygu Çevik         | 20    | Türkei                  | (Beginn der Staffel) Rückkehr in Episode 85 | (ausgeschieden in Episode 54) Sechster Platz               |
| Tuğçe Ekim          | 24    | Türkei                  | Episode 115                                 | Siebter Platz                                              |
| Burcu Yakasız       | 22    | Türkei                  | Episode 133                                 | Achter Platz                                               |
| Emine Aydın         | 29    | Türkei                  | Episode 73                                  | ausgeschieden in Episode 150                               |
| Vefa Alizade        | 28    | Aserbaidschan           | Episode 139                                 | ausgeschieden in Episode 144                               |
| Bahar Candan        | 18    | Türkei                  | Episode 11                                  | ausgeschieden in Episode 144                               |
| Gamze Taşkın        | 25    | Türkei                  | Episode 127                                 | ausgeschieden in Episode 150                               |
| Deniz Serkanova     | 42    | Aserbaidschan           | Episode 12                                  | ausgeschieden in Episode 132                               |
| Damla Gezen         | 21    | Türkei                  | Episode 121                                 | ausgeschieden in Episode 126                               |
| Maryam Haeri        | 34    | Iran                    | Episode 109                                 | ausgeschieden in Episode 120                               |
| Tuğba Çiğdem        | 24    | Griechenland            | (Episode 6) Rückkehr in Episode 67          | (ausgeschieden in Episode 24) ausgeschieden in Episode 114 |
| Nergiz Nesrullayeva | 19    | Aserbaidschan           | Episode 103                                 | ausgeschieden in Episode 108                               |
| Selin Baygüneşli    | 25    | Türkei                  | Episode 97                                  | ausgeschieden in Episode 102                               |
| Niran Yalaz         | 20    | Türkei                  | Beginn der Staffel                          | ausgeschieden in Episode 96                                |
| Aybüke Kemiyeva     | 26    | Turkmenistan            | Episode 79                                  | ausgeschieden in Episode 90                                |
| Berna Doğan         | 25    | Türkei                  | Episode 61                                  | ausgeschieden in Episode 84                                |
| Gizem Ay            | 29    | Türkei                  | Episode 61                                  | ausgeschieden in Episode 78                                |
| Müşerref Aydoğdu    | 30    | Türkei                  | Episode 55                                  | ausgeschieden in Episode 72                                |
| Bahar Değerli       | 30    | Türkei                  | Episode 55                                  | ausgeschieden in Episode 66                                |
| Aylin & Selin Ençok | 21    | Türkei                  | Beginn der Staffel                          | ausgeschieden in Episode 60                                |
| Gülce Lale          | 27    | Türkei                  | Episode 43                                  | disqualifiziert in Episode 59                              |
| Mine Çetinkaya      | 25    | Türkei                  | Episode 49                                  | ausgeschieden in Episode 51 (auf eigene Entscheidung)      |
| Esin Çelik          | 41    | Türkei                  | Episode 22                                  | ausgeschieden in Episode 48                                |
| Nazlıcan Arkan †    | 23    | Türkei                  | Episode 31                                  | ausgeschieden in Episode 42                                |
| Melek Özçağan       | 27    | Türkei                  | Beginn der Staffel                          | ausgeschieden in Episode 36                                |
| Çağla Sarıoğlu      | 23    | Türkei                  | Episode 24                                  | ausgeschieden in Episode 30                                |
| Elçin & Ezgi Akar   | 27    | Türkei                  | Episode 18                                  | ausgeschieden in Episode 22                                |
| Nazlı Ersoy         | 27    | Bosnien und Herzegowina | Beginn der Staffel                          | ausgeschieden in Episode 18                                |
| Dilara Kayalı       | 23    | Türkei                  | Beginn der Staffel                          | ausgeschieden in Episode 12                                |
| Yağmur Gürgen       | 27    | Türkei                  | Beginn der Staffel                          | ausgeschieden in Episode 11                                |
| Çağla Şen           | 24    | Türkei                  | Beginn der Staffel                          | ausgeschieden in Episode 6                                 |

## Internationale Versionen
In Rumänien wurden von 2016 bis 2023 mehr als 800 Folgen in 8 Staffeln unter dem Titel Bravo, ai stil! auf Kanal D gesendet.
Der Sender Skai TV strahlt die griechische Ausgabe von My Style Rocks seit 2017 aus. Bis heute sind mehr als 700 Episoden in 8 Staffeln produziert worden.
In Deutschland wird seit Oktober 2024 der deutsche Ableger My Style Rocks Germany auf Sport1 ausgestrahlt. In der Schweiz wurde die Sendung vom 15. Oktober 2024 bis 7. Dezember 2024 ausgestrahlt. Fernsehserien.de listet die Sendung unter den größten TV-Flops 2024. 2025 erreichte die zweite Staffel oft nicht messbaren Quoten. Eine dritte Staffel wurde angekündigt.